# Solar Radiation and Climate Experiment
Solar Radiation and Climate Experiment (acrónimo SORCE) fue un satélite artificial de la NASA destinado a medir la radiación solar (en el espectro de rayos X, ultravioleta, visible e infrarrojo cercano) que llega a la Tierra para mejorar el conocimiento del clima y mejorar las predicciones climáticas, así como obtener datos sobre el ozono atmosférico. Para realizar las medidas, SORCE utiliza radiómetros, espectrómetros, fotodiodos y bolómetros.
La nave fue construida por Orbital Sciences Corporation y fue lanzada a bordo de un cohete Pegasus XL el 25 de enero de 2003 y está dirigido desde el Laboratory for Atmospheric and Space Physics (LASP) en la Universidad de Colorado, en Boulder (Colorado).

## Instrumentos
- Total Irradiance Monitor (TIM)
- Solar Stellar Irradiance Comparison Experiment (SOLSTICE)
- Spectral Irradiance Monitor (SIM)
- XUV Photometer System (XPS)

Fuente: Earthdata - NASA.

## Especificaciones
- Masa: 290 kg
- Potencia: 348 W
- Comunicaciones: transceptores redundantes en banda S
- Paneles solares: arseniuro de galio
- Longitud: 1,6 m
- Diámetro: 1,16 m

Fuente: European Space Agency.

## Parámetros orbitales
- Perigeo: 617 km
- Apogeo: 657 km
- Inclinación orbital: 40 grados
- Período: 97,31 min